# Чашинська сільська рада
Ча́шинська сільська рада (рос. Чашинский сельский совет) — сільське поселення у складі Каргапольського району Курганської області Росії.
Адміністративний центр — село Чаші.
Населення сільського поселення становить 5451 особа (2017; 5745 у 2010, 6719 у 2002).
27 червня 2018 року до складу сільського поселення були включені території ліквідованих Брилинської сільської ради (село Брилино, присілки Мамонова, Савина; площа 199,76 км²), Житниковської сільської ради (села Житниковське, Пустуєво, присілки Асямолова, Жикіна, Тукманне, Чем'якіна; площа 222,48 км²), Новоіковської сільської ради (села Новоіковське, Локті, присілок Нова Нікольська; площа 117,06 км²) та Сєверної сільської ради (присілки Сєверна, Білоусова, Бралгіна; площа 88,05 км²).

## Склад
До складу сільського поселення входять:
| Населений пункт           | Населення, осіб (2002) | Населення, осіб (2010) |
| ------------------------- | ---------------------- | ---------------------- |
| Асямолова, присілок       | 137                    | 121                    |
| Білоусова, присілок       | 83                     | 59                     |
| Бралгіна, присілок        | 186                    | 148                    |
| Брилино, село             | 635                    | 568                    |
| Жикіна, присілок          | 178                    | 108                    |
| Житниковське, село        | 854                    | 742                    |
| Зоря, присілок            | 82                     | 52                     |
| Іткуль, присілок          | 153                    | 109                    |
| Локті, село               | 60                     | 40                     |
| Мамонова, присілок        | 64                     | 43                     |
| Нова Нікольська, присілок | 121                    | 97                     |
| Новоіковське, село        | 392                    | 234                    |
| Пустуєво, село            | 103                    | 60                     |
| Рибна, присілок           | 107                    | 104                    |
| Розковалова, присілок     | 257                    | 234                    |
| Рощино, присілок          | 42                     | 35                     |
| Савина, присілок          | 395                    | 337                    |
| Сєверна, присілок         | 267                    | 219                    |
| Тукманне, присілок        | 271                    | 263                    |
| Чаші, село                | 2125                   | 1950                   |
| Чем'якіна, присілок       | 135                    | 64                     |